# Rochuskirche (Wien)

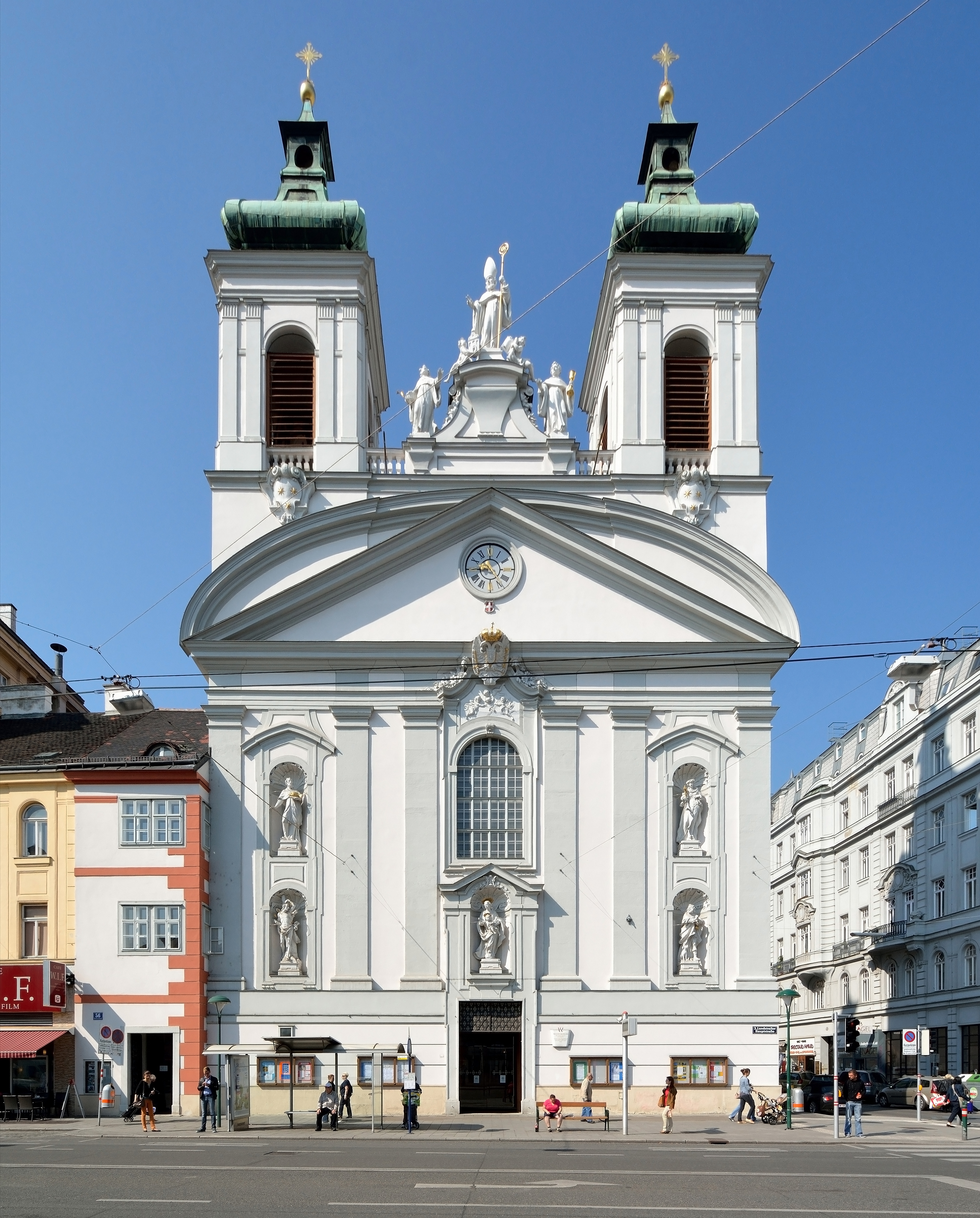
Die Rochuskirche (2014)

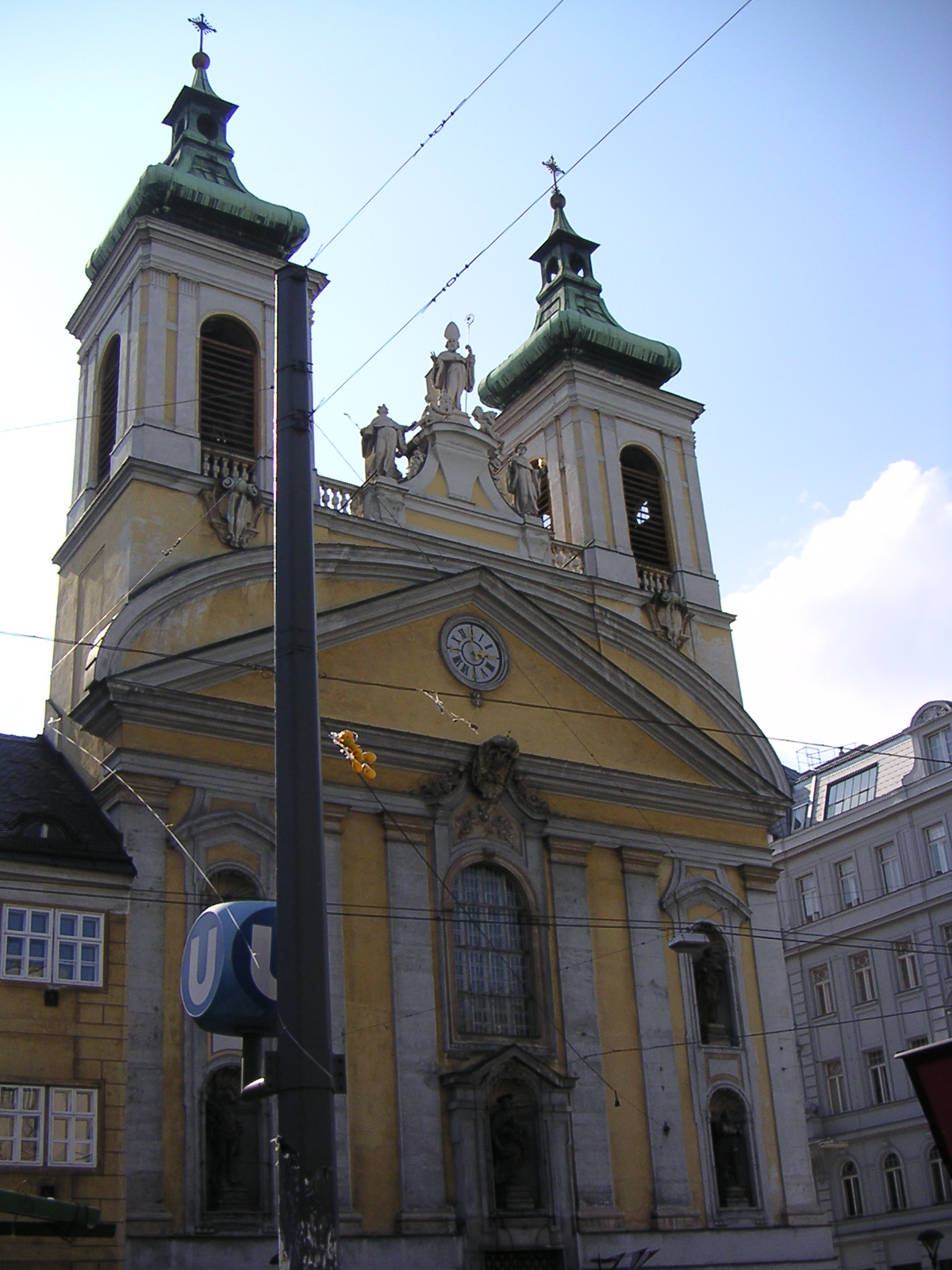
Die Rochuskirche vor der Renovierung im Jahre 2000

Die Pfarrkirche St. Rochus und Sebastian (allgemein Rochuskirche genannt) ist eine römisch-katholische Pfarrkirche im 3. Wiener Gemeindebezirk Landstraße an der Landstraßer Hauptstraße am Rochusmarkt. Die Pfarre liegt im Dekanat 3 des zur Erzdiözese Wien gehörenden Vikariates Wien Stadt.
Sie trägt das Patrozinium der heiligen Rochus und Sebastian und steht unter Denkmalschutz (Listeneintrag).

## Geschichte

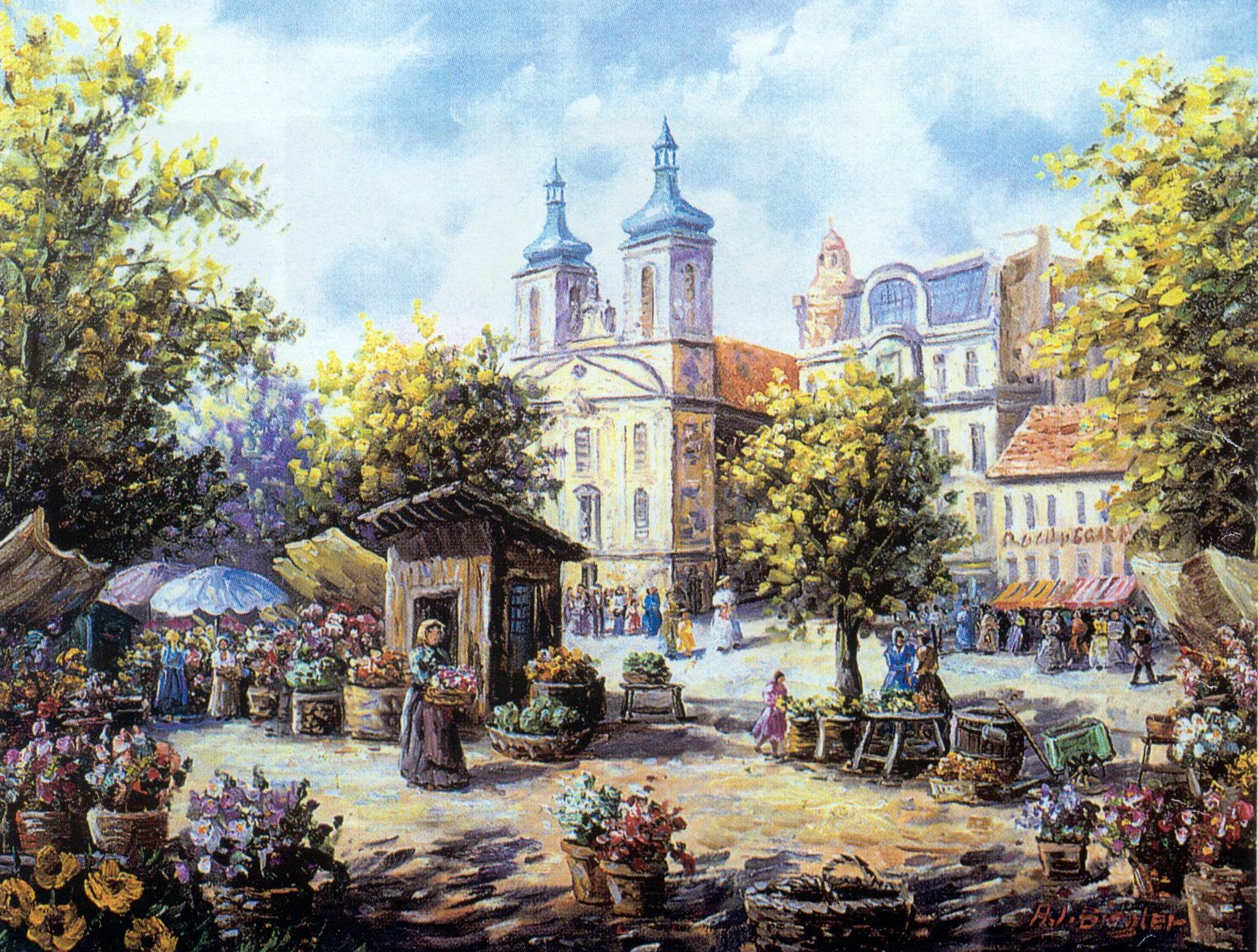
Die Rochuskirche auf einem Gemälde von René Biegler (19. Jahrhundert)

Die Kirche wurde ab 1642 an der Stelle einer früheren Rupertikapelle als Klosterkirche der Unbeschuhten Augustiner-Eremiten erbaut und während der Zweiten Wiener Türkenbelagerung 1683 vollständig zerstört. 1687 begann man mit dem Bau der neuen Kirche im barocken Stil. Die Fassade wurde 1718–1721 gestaltet, seither hat sich das äußere Erscheinungsbild der Kirche nicht mehr wesentlich verändert. 1783 wurde sie Landstraßer Pfarrkirche. Im Jahr darauf wurde die bisherige Pfarrkirche, die Nikolaikirche, die sich unmittelbar davor an der Stelle des heutigen Rochusmarkts befand, abgerissen. Das Kloster wurde 1812 aufgehoben. Zwei Flügel des ehemaligen Kreuzgangs südöstlich der Kirche sind noch erhalten. Ab dem Jahr 2000 wurde die Kirche umfassend renoviert. Im Zuge der Renovierung wurde der gelbe Anstrich („Schönbrunner Gelb“) durch Grau und Weiß ersetzt (Befund).
Die Führung und Seelsorge der römisch-katholischen Pfarre St. Rochus und Sebastian ist seit 1979 dem Oratorium des Hl. Philipp Neri anvertraut. Mit Mai 2024 sind dort zehn Priester, ein Diakon und ein Novize im Oratorium tätig; Pfarrer ist seit 31. März 2009 P. Florian Calice CO.
In Österreich wurde die Pfarre Ende November 2006 medial bekannt, als mehrere österreichische Printmedien von der pfarrinternen Entscheidung berichteten, dass der nach dem Zweiten Vatikanischen Konzil in den 1960er-Jahren errichtete provisorische Volksaltar wieder durch den barocken Hochaltar als Zelebrationsaltar ersetzt werden sollte. Durch diese Änderung steht der Priester während der Eucharistiefeier teilweise in derselben Richtung wie das Volk („mit dem Rücken zum Volk“). In der Rochuskirche wird gelegentlich die heilige Messe auch nach dem Messbuch von 1962 („tridentinische Liturgie“) gefeiert.

## Architektur

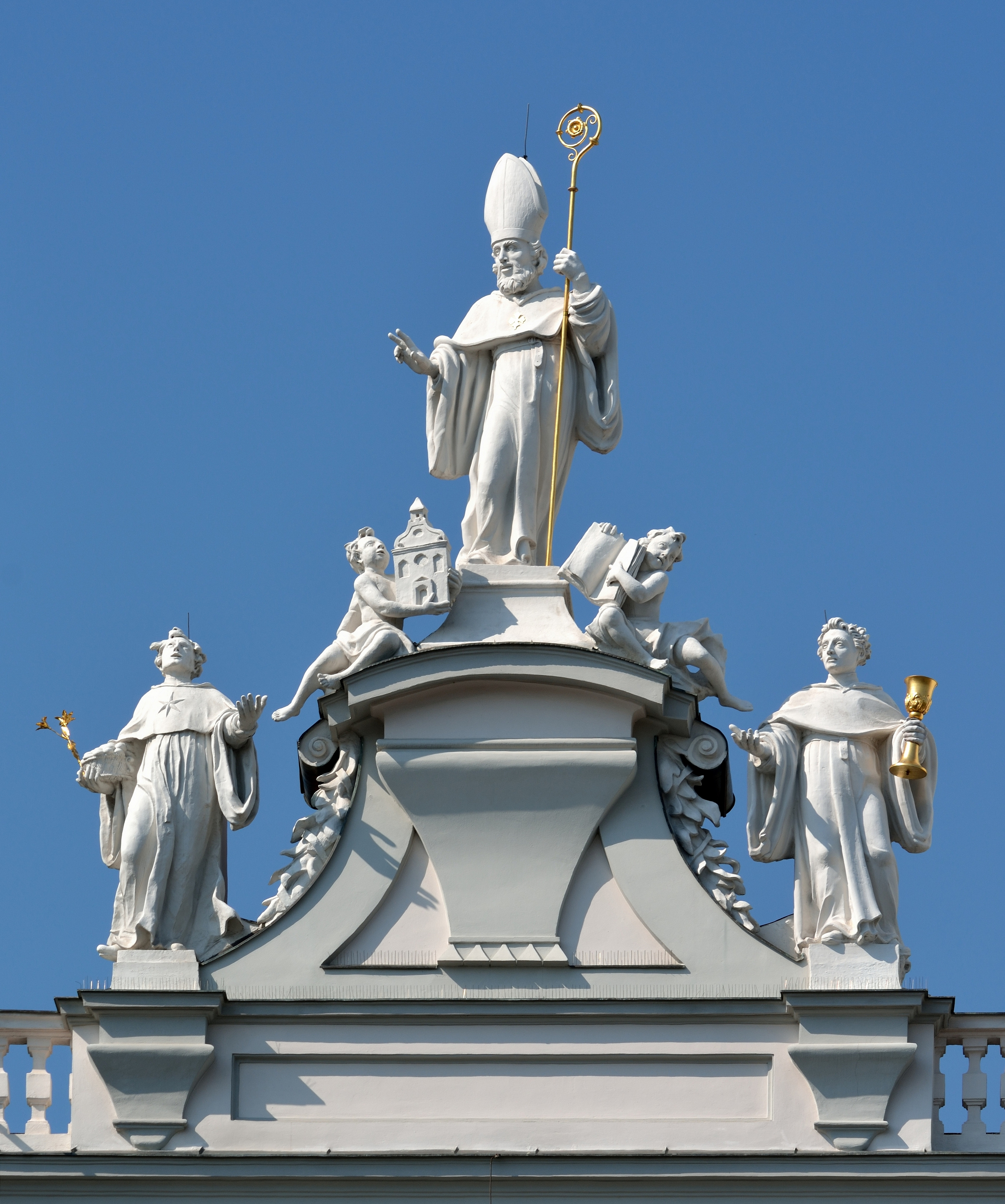
Statue des heiligen Augustinus mit Mönchen und Putti

### Kirchenäußeres
Die Fassade wurde laut Dokumenten, die im Zuge einer Renovierung 1835 in den Turmhelmen gefunden wurden, vom Militäringenieur namens Kollmann und einem sonst nicht weiter bekannten Architekten und Steinmetz Kaspar Offel errichtet und 1721 fertiggestellt. Der Name des zweitgenannten Architekten führe oft zu Verwechslungen mit Anton Ospel, der zeitgleich die Kirche des Spanischen Spitals in der Boltzmanngasse in Wien-Alsergrund plante. Gesichert ist jedoch, dass der Bildhauer Georg Anton Eberl die Statuen an der Fassade schuf. Der figurale Schmuck der dreiachsigen Doppelturmfassade macht die Kirche eindeutig zu einer der Kirche der beschuhten Augustiner: an der Spitze des von einem Korbbogen umfassten Dreiecksgiebels befindet sich eine Statue des heiligen Augustinus. Dieser wird durch die beiden heiligen Mönche Thomas von Villanova und Nikolaus von Tolentino flankiert. Beide tragen die Ordenskleidung der Augustiner mit „weiten Ärmeln“. Eine Putte reicht Augustinus ein Fassadenmodell der alten Rochuskirche, die zweite Putte reicht ihm ein aufgeschlagenes Buch. In den Kartuschen an den Basen der Türme sind jeweils drei goldene Sterne, das Stemma der Familie Neri, in Erinnerung an den heiligen Philipp Neri.
Bis 1816 befand sich im großen Giebelfeld, in dem sich heute eine Uhr und ein Wappenbild der Stadt Wien befinden, eine Darstellung des Mose mit einer auf einer Stange befestigten ehernen Schlange. Mit Hilfe der Schlangenplage, unter der die Israeliten während der Flucht durch die Wüste zu leiden hatten, wird die Pest behandelt, die den unteren, von sechs Pilastern gegliederten Teil der Fassade bestimmt. Unterhalb des Giebelfeldes befindet sich eine hohe Attikazone.
Die dreiachsige Fassade auf einem hohen Sockel ist durch sechs Riesenpilaster gegliedert. In den beiden Seitenachsen befinden sich übereinander jeweils zwei Nischen mit Heiligenfiguren, in der Mittelachse ein Fenster über einer Portalnische. Die Nischenfiguren wurden 1721 geschaffen: in der Mitte Maria mit dem Kind, links oben der heilige Ulrich, links unten der heilige Sebastian, rechts die heilige Rosalia, darunter der heilige Rochus. Über dem Fenster sind ein Relief mit Putten und das kaiserliche Wappen angebracht.
Die Fassade ist durch die Thematik der Pest sehr stark mit dem Hochaltarbild verbunden. In beiden scheinen dieselben Heiligen und Maria als Fürsprecherin für das von Pest geplagte Volk auf.

### Kircheninneres

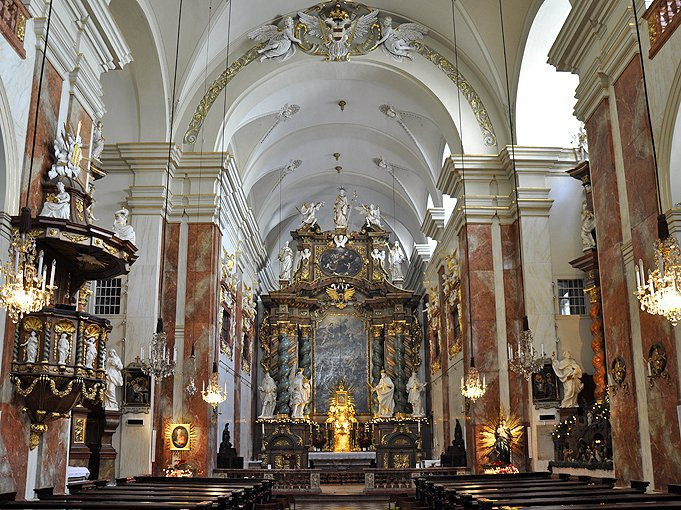
Innenansicht

Die frühbarocke Kirche ist einschiffig. Sie ist dem Typus nach eine Wandpfeilerkirche mit eingestellten Bögen. Diese tragen, mit Ausnahme des vierten Jochs, Emporen mit Balustraden. Der Chor ist durch einen Triumphbogen baulich leicht vom Kirchenschiff abgesetzt. Über dem Kirchenschiff ist ein Tonnengewölbe mit Gurtbögen und Stichkappen. Das Gewölbe weist Reste von Stuckdekoration vom Ende des 17. Jahrhunderts auf. Die große Kartusche mit dem kaiserlichen Wappen am Scheitel des Triumphbogens, die von zwei Engeln getragen wird, ist der letzte Rest dieser Stuckdekoration.
Das kräftige und vielfach profilierte Gebälk tragen Doppelpilaster, die aus rotem Stuckmarmor bestehen. Im vierten Joch ist durch die fehlenden Emporen ein Querschiff angedeutet. Der Chor ist etwas schmäler und niedriger als das restliche Kirchenschiff. Die Rückwand wird gänzlich durch den Aufbau des Hochaltars eingenommen. Auch das Eingangsjoch mit der Orgelempore ist eingezogen.

## Ausstattung

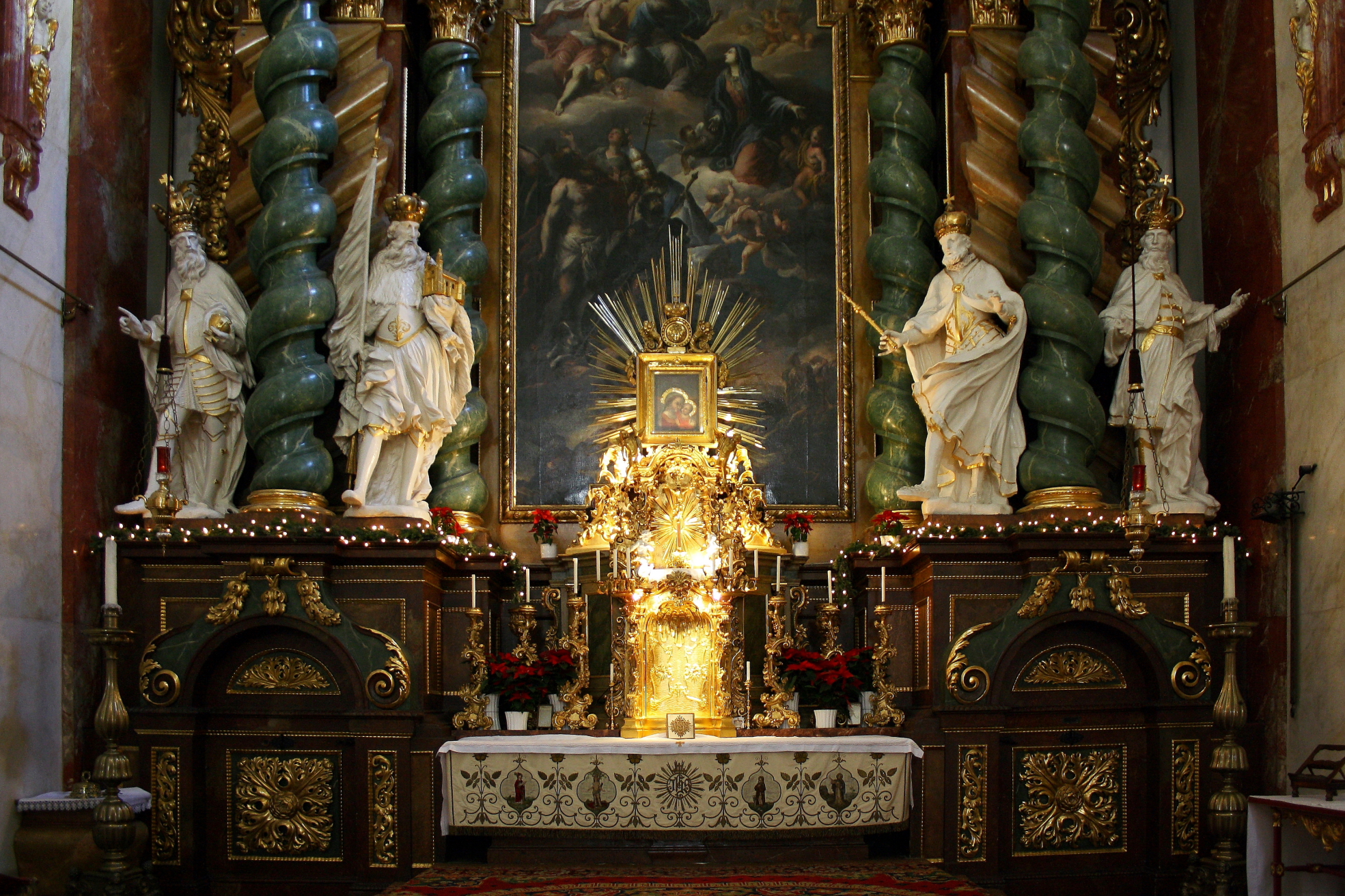
Der Altar der Rochuskirche

### Presbyterium

#### Hochaltar
Der dreigeschoßige Hochaltar wurde 1689 von Kaiser Leopold I. gestiftet. Im Sockelgeschoß führen zwei Türen links und rechts von der Altarmensa in die dahinterliegende Sommersakristei. Der gesprengte Giebel mit reich verkröpftem Gebälk wird von mächtigen, gestaffelten Pilastern und Spiralsäulen getragen. Der Giebel wird in der Mitte vom kaiserlichen gekrönten Doppeladler bekrönt. Die Säulen sind mit Bandornamenten, Akanthusschnitzwerk, Blumengirlanden und Voluten verziert. Die Wände im Altarraum sind durch einfache rote Stuckmarmorpilaster gegliedert und in blasser Elfenbeinmarmorierung gehalten.
Das Hochaltarbild wurde 1690 von Kaiser Leopold I. persönlich beim bedeutenden österreichischen Barockmaler Peter Strudel in Auftrag gegeben. Im unteren Viertel des Bildes sind kranke Menschen neben Sterbenden zu sehen. Über sie sind Trauernde gebeugt. Es soll an die Pestepidemie in Wien 1679 erinnern. Im Hintergrund lässt sich der Wiener Stephansdom erkennen. Links darüber sind auf einer voluminösen Wolkenbank einige bekannte Pestheilige abgebildet: betend der heilige Ulrich von Augsburg, rechts von ihm steht der heilige Sebastian, dahinter die heilige Rosalia mit einem Rosenkranz auf dem Kopf. Rechts vor ihr ist der heilige Rochus mit Pilgerstab und in schwarzem Gewand. Der Hund links des heiligen Rochus mit Brot im Maul steht für die Hunde, die die nach der Ansteckung Verstoßenen mit Brot versorgt haben. Die Personengruppe wird durch Papst Gregor den Großen, dargestellt mit Papstkreuz und Tiara.
Während der Pilgerstab des heiligen Rochus schräg zur Muttergottes zeigt das Papstkreuz von Papst Gregor fast senkrecht in den oberen Teil des Altarbildes, in dem überirdisch wirkendes Licht vorherrscht. Auf der rechten oberen Bildhälfte ist die heilige Maria umgeben von Engeln zu sehen, wie sie bei ihrem Sohn links darüber, Fürsprache einlegt. Sie blickt zur heiligen Dreifaltigkeit auf, während sie mit ihren Händen abwärts auf die Stadt Wien zeigt. Jesus hat seinen Kopf zum neben ihm sitzenden Gott Vater gedreht und ist in der Darstellung gerade dabei aufzustehen, um zu Maria zu eilen, um dadurch die Gewährung der Bitten zu verbürgen.
Das ovale Bild im Altaraufsatz wurde ebenfalls von Peter Strudel gemalt. Es zeigt die Glorie des heiligen Augustinus, der umgeben von Engeln, auf einer Wolke schwebt.
Der Tabernakel ist vergoldet und mit Rokoko-Ornamenten verziert. Er ist in einen zentralbauartigen Architekturprospekt eingelassen. Darüber befindet sich ein Aussetzungsthron mit einem beweglichen Zelebrationskreuz und zwei Engelfiguren.

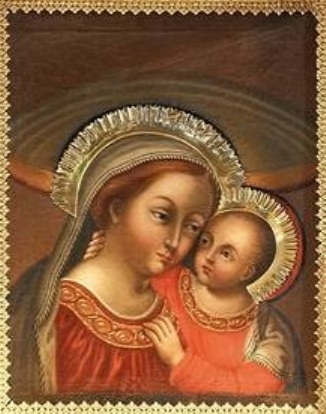
Das Gnadenbild

Das gekrönte Bild der „Mutter vom Guten Rat“ in goldenem Strahlenkranz ist ein zentrales Objekt am Hochaltar. Es ist eine Nachbildung des Freskos in der Augustiner-Eremitenkirche in Genazzano östlich von Rom. Laut der Legende wurde das Original auf die Mauer einer Kirche in Scutari in Albanien gemalt. Als die Osmanen das Land besetzt und unter anderem auch diese Kirche zerstört hatten, soll sich das Bild von der Wand losgelöst haben, über Meer und Land bis nach Genazzano geschwebt sein, wo es in der dortigen Augustinerkirche am 25. April 1467 wieder auftauchte. Das Fresko könnte aus der Hand des Künstlers Antonio Vivarini sein. Eine Kopie dieses Bildes wurde 1754, unter Beteiligung des Priors Kaspar Scheurer, gemeinsam mit den Gebeinen des heiligen Bonatus (Donatus) von Rom nach Wien gebracht. Anfangs stand das Bild auf dem Altar des heiligen Bonatus (Donatus), es wurde jedoch auf Wunsch von Kaiserin Maria Theresia, die im Rahmen von Ausfahrten in den Wiener Prater des Öfteren vor dem Gnadenbild eine Andacht hielt, im Jahr 1759 auf den Hochaltar übertragen. Der Tabernakelaufbau ist wahrscheinlich aus diesem Anlass neu gestaltet worden. Der Rahmen des Gnadenbildes ist aus vergoldetem Kupfer gefertigt. Das krönende Marienmonogramm wird von zwei Füllhörnern der Gnade flankiert. Rund um das Bild ist ein goldener Strahlenkranz, der einen Teil des Altarblattes verdeckt. Der Rahmen und der Strahlenkranz wurden 1823 vom Landstraßer Anton Ballauf gestiftet.
Die vier monumentalen Figuren heiliger Herrscher sollen an die Habsburgische Altarstiftung erinnern. Die Statuen wurden in der Schule des Hofbildhauers Peter Strudel gefertigt. Links, in Rüstung, mit bodenlangem Mantel sowie Krone und Reichsapfel ist Kaiser Heinrich II. (* 973; † 1024) dargestellt. Rechts von ihm ist Markgraf Leopold III. in Brustharnisch und Hermelinfell sowie mit Fürstenhut, Fahne und Kirchenmodell dargestellt. Auf der rechten Altarseite sind der heilige Wenzel von Böhmen (* 908; † 929) in Harnisch und mit wehendem Mantel sowie der heilige Stephan von Ungarn (* 969; † 1038) in ungarischer Tracht dargestellt. Auch die Statuen auf dem Altaraufsatz stammen aus der Schule von Paul Strudel. Flankiert von zwei Engeln, Palmwedeln und Siegeskränzen steht oben in der Mitte eine Statue des heiligen Josefs. In der rechten Hand hält der Heilige als Attribut ein brennendes Herz, das zur Erbauungszeit als Symbol für den heiligen Joseph galt. In der linken Hand trägt er den blühenden Lilienstab.
Links neben dem Aufsatzbild ist die heilige Maria Magdalena mit Totenkopf dargestellt, rechts die heilige Maria Magdalena von Pazzi mit Kreuz und flammendem Herzen.

#### Oratoriumsfenster
An beiden Seitenwänden im Presbyterium befinden sich jeweils zwei prunkvoll gestaltete Oratoriumsfenster. Die Oratoriumsfenster sind prunkvoll mit rot marmoriertem Stuck mit reicher, teilweise vergoldeter Ornamentik, Muscheln und Engeln umrahmt. Über den Fenstern ist jeweils ein vergoldeter Adler. In breiten Kartuschen über den Fenstern sind die Namen der kaiserlichen Stifter verewigt. Links sind die Namen von Leopold I. und Eleonore Magdalene von Pfalz-Neuburg und rechts die Namen von Ferdinand III. und Kaiserin Maria Anna von Spanien. Mit ihrem Namen wird an das Jahr der Grundsteinlegung, 1642 erinnert, der sie beiwohnte. Beide verewigte Kaiser wohnten mindestens einmal einer Heiligen Messe in der Rochuskirche bei. Im Jahr 1651 wohnte Kaiser Ferdinand dem Patroziniumsfest des heiligen Rochus am 16. August bei. 1664 erschien Kaiser Leopold mit seinem Hofstaat beim Patroziniumsfest, gemeinsam mit dem Kardinal Ernst Adalbert von Harrach. Ein weiteres Mal kam Kaiser Leopold im Jahr 1691 anlässlich der Heiligsprechung des Augustinermönchs Johannes a San Facundo.

#### Leuchter
Neben den beiden Kredenzen auf der Seite stehen zwei große Agnus-Dei-Leuchter aus Bronze. Sie tragen folgende Inschrift:„Anno 1687 goss mich Johann Kippo Kayserlicher Stuckgiesser in Wienn“. Diese Inschrift besagt, dass sie von Johann Kippo von Mühlfeld im Jahr 1687 gegossen wurden. Laut einer Legende wurden diese Leuchter aus osmanischen Kanonen, die nach der Zweiten Wiener Türkenbelagerung zurückgelassen wurden, gegossen.

#### Kommunionbank
Die Kommunionbank wurde Ende des 17. Jahrhunderts aus rotem Marmor geschaffen. In den kleinen Pfeilernischen sind sechs aus hellerem Marmor herausgearbeitete Putten. Diese tragen die Symbole der göttlichen Tugenden sowie der Kardinaltugenden (von links nach rechts): Schwert für die Tapferkeit und Waage für die Gerechtigkeit, Herz für die Liebe, Kreuz für den Glauben, Anker als Zeichen der Hoffnung, Spiegel für die Klugheit und einen Krug als Zeichen der Mäßigung.

### Kirchenschiff
In den Seitennischen im Kirchenschiff stehen einander Seitenaltäre gegenüber, die in Architektur, in der Gestaltung der Statuen und in der Farbgebung gleich aufgebaut sind. Die Altäre sind in grünen, rotbraunen, ockerfarbenen und braunen Farbtönen marmoriert. Die Statuen aus Holz sind weiß bemalt und teilweise vergoldet.
Die einzelnen Objekte werden nun gegen den Uhrzeigersinn, links vom Presbyterium beginnend, beschrieben:

#### Herz-Jesu-Bild
Auf der Evangelienseite des Triumphbogen befindet sich eine alte Kopie eines bekannten Herz-Jesu-Bildes aus der Kirche Il Gesù in Rom von Pompeo Batoni. Es befindet sich in einem goldenen Rahmen in einem goldenen Strahlenkranz.

#### Philipp-Neri-Altar
Dieser Altar ist seit dem Jahr 1991 dem Stifter des Oratoriums, dem heiligen Philipp Neri, gewidmet. Das Altarblatt ist eine Nachbildung eines Bildes von Guido Reni, das sich in der Chiesa Nuova, der Grabeskirche des heiligen Philipp Neri, in Rom befindet. Die Nachbildung malte Hermann Hutterer. Das Bild zeigt den heiligen Philipp, bekleidet mit einer roten Kasel in Ekstase und mit ausgebreiteten Armen ins Gebet versunken. Es weist auf seine Begegnung mit dem Heiligen Geist im Jahr 1544 in Rom hin. Seine Augen sind zum Himmel gerichtet. Die Muttergottes mit dem segnenden Jesuskind ist dem Gnadenbild in der Chiesa Nuova nachempfunden, unter deren Schutz das Oratorium des heiligen Philipp Neri steht. Dem Bild wurde später, auf Wunsch des Ordens, eine Lilie als Zeichen der Reinheit hinzugefügt.
Das Bild hängt unter einem halbrund vorspringenden, teilweise vergoldeten Baldachin mit seitlich herunterhängenden Vorhängen. An der Stelle des Bildes des heiligen Philipp Neri hing ursprünglich das heute verschollene Gnadenbild „Maria Trost“, später das Bild „Heilige Familie“ von Joseph Kastner der Ältere. Es entstand in der Mitte des 19. Jahrhunderts. Heute hängt es im Philipp-Neri-Zimmer.
Über dem Bild ist das Wappen der Adelsfamilie Esterházy, die in früheren Zeiten in der Nähe der Rochuskirche ein Gartenschloss besaß, angebracht. Das ovale Aufsatzbild stammt aus der Schule von Peter Strudel und wurde um 1700 geschaffen. Es zeigt Gottvater mit Zepter und der Weltkugel. Unterhalb sind der Heilige Geist und Putten dargestellt.
Die Skulpturen auf dem Altar stammen aus dem Umfeld von Giovanni Giuliani von 1700. Sie stellten, gemeinsam mit dem verschollenen Gnadenbild ein marianisches Gesamtkonzept dar. Über dem Aufsatzbild steht eine Statue des heiligen Johannes der Täufer, der eine Fahne mit dem Schriftzug „Ecce Agnus Dei“ (deutsch: „Siehe, das Lamm Gottes!“). Links und rechts stehen seine Eltern, die heilige Elisabet und Zacharias, der mit Priesterhut und Buch dargestellt wird.
Links neben dem Aufsatzbild ist die Tiburtinische Sibylle dargestellt, rechts ein Prophet mit Schriftrolle. Auf Höhe des Altarbildes befindet sich links außen eine Figur des heiligen Joachim und rechts außen eine Statue der heiligen Anna. Links und rechts neben dem Bild knien die Stifter der Maria-Trost-Bruderschaft, zwei Augustiner-Eremiten. Bei den beiden Statuen handelt es sich um den heiligen Augustinus und seine Mutter Monika.
Der Tabernakel wurde 1727/28 geschaffen. Ein Kommuniongitter trennt den Altar vom Kirchenschiff.

#### Kanzel
Die Kanzel entstand in den Jahren 1691 bis 1695. Der geschwungene Schalldeckel wird durch vergoldete Tafeln mit den Zehn Geboten bekrönt, die von einem Strahlenkranz und Wolken umgeben sind. Am Rand des Schalldeckels sind personifizierte Statuen der drei göttlichen Tugenden mit den jeweiligen Attributen dargestellt: Glaube mit Kreuz und Kelch, Hoffnung mit einem Anker und Liebe mit einem Herz. Auf der Unterseite des Schalldeckels ist eine Taube als Zeichen des Heiligen Geistes dargestellt. Auch sie ist, wie die Gesetzestafeln, von einem Strahlenkranz umgeben. Der Korb der Kanzel ist kelchförmig ausgeführt und mit sieben gedrehten Säulen aus grünem Marmor verziert. Dazwischen stehen in seichten Nischen weibliche Figuren, die die Gaben des Heiligen Geistes darstellen könnten (Weisheit, Einsicht, Rat, Stärke, Erkenntnis, Frömmigkeit und Gottesfurcht). Eine Figur hat einen Januskopf, also einen Kopf mit zwei Gesichtern. Nach unten hin wird der Kanzelfuß durch eine vergoldete Weintraube verziert.

#### Antoniusaltar
Das Altarbild des Antoniusaltars zeigt Maria mit dem Jesuskind, das dem heiligen Antonius liebevoll die Hand entgegenstreckt. Rund um die drei Figuren sind Putten dargestellt. Das Bild stammt aus der Hand des Salzburgern Malers Hans Adam Weissenkirchner, einem Zeitgenossen Peter Strudels. Das Aufsatzbild ist vom selben Künstler und zeigt die „heilige Anna Maria das Lesen lehrend“. Über der Altarmensa befindet sich ein Vorsatzbild, eine Kopie der berühmten Darstellung „Christi als Schmerzensmann (Ecce homo)“ von Lucas Cranach dem Älteren. Das Originalgemälde mit den Werkstattzeichen des Künstlers aus seiner Zeit in Wittenberg von 1537 hängt heute im Wiener Dom- und Diözesanmuseum. Die Kopie aus dem Jahr 1937 malte Emerich Bergthold.

#### Kirchenbänke und Beichtstühle
Die Kirchenbänke sowie die beiden Beichtstühle in der Nähe des Hauptportals stammen vom Ende des 17. Jahrhunderts, als die Kirche nach der Zweiten Wiener Türkenbelagerung wiedererrichtet wurde. Die beiden Beichtstühle beim Antonius- sowie beim Nikolaus-von-Tolentiono-Altar wurden Ende des 19. Jahrhunderts im gleichen Stil geschaffen.

## Glocken
In den beiden Türmen der Rochuskirche hängen fünf Glocken an gekröpften Stahljochen. Die älteste ist die Engelglocke, die 1727 von Johann Baptist Divall in Wien gegossen wurde. Die restlichen Glocken wurden 1955 von der Glockengießerei Pfundner in Wien gegossen.
| Nr. | Name                               | Durchmesser (cm) | Gewicht (Kg) | Schlagton | Turm |
| --- | ---------------------------------- | ---------------- | ------------ | --------- | ---- |
| 1   | Christkönig (Dankesglocke)         | 150              | 2.150        | c1        | Ost  |
| 2   | Maria (Friedens und Stifterglocke) | 120              | 1.100        | e1        | West |
| 3   | Engel (Angelusglocke)              | 100              | 520          | g1        | West |
| 4   | Rochus (Familienglocke)            | 90               | 450          | a1        | West |
| 5   | Sebastian (Toten und Heldenglocke) | 75               | 250          | c2        | West |

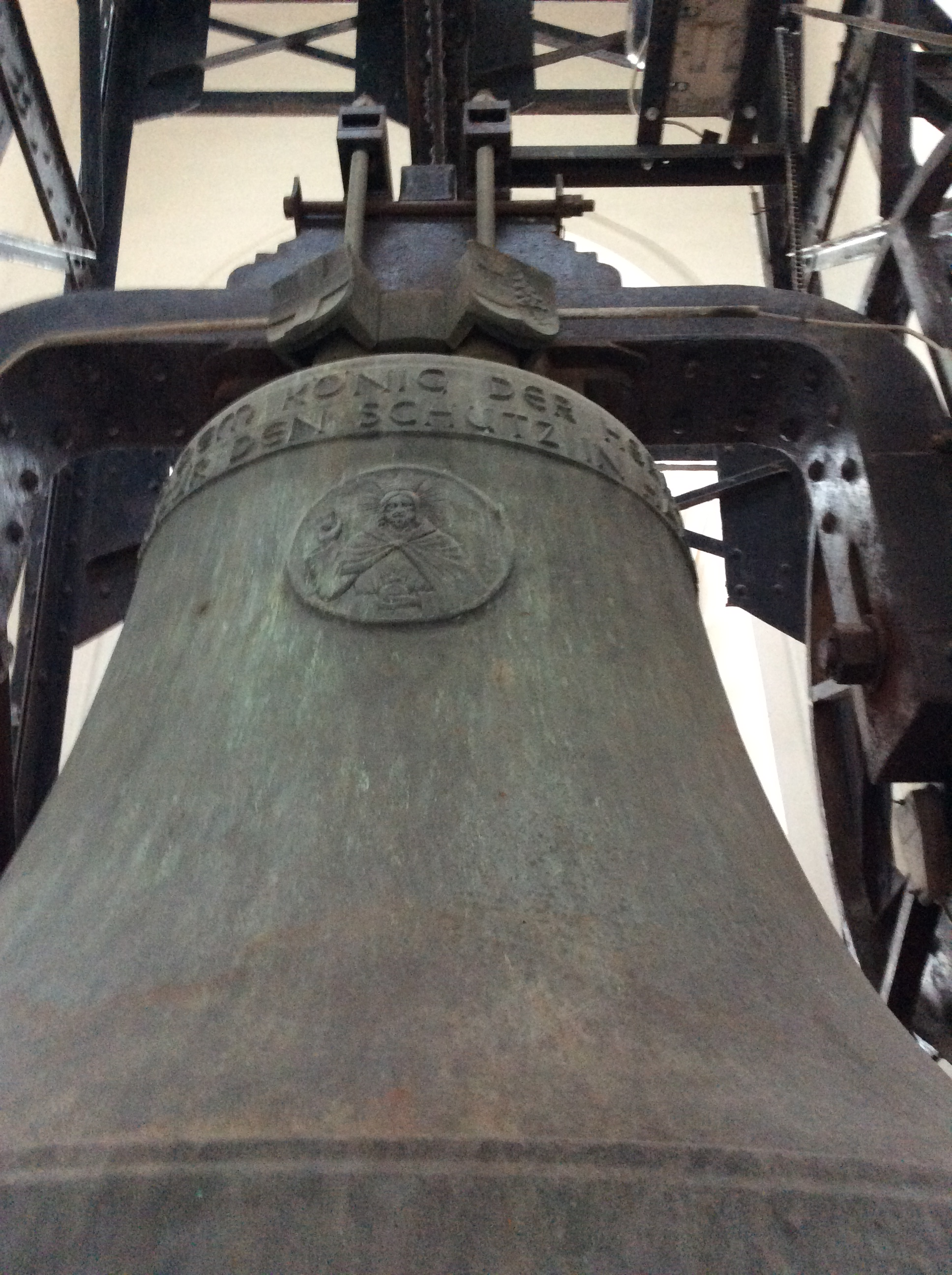
1. Glocke
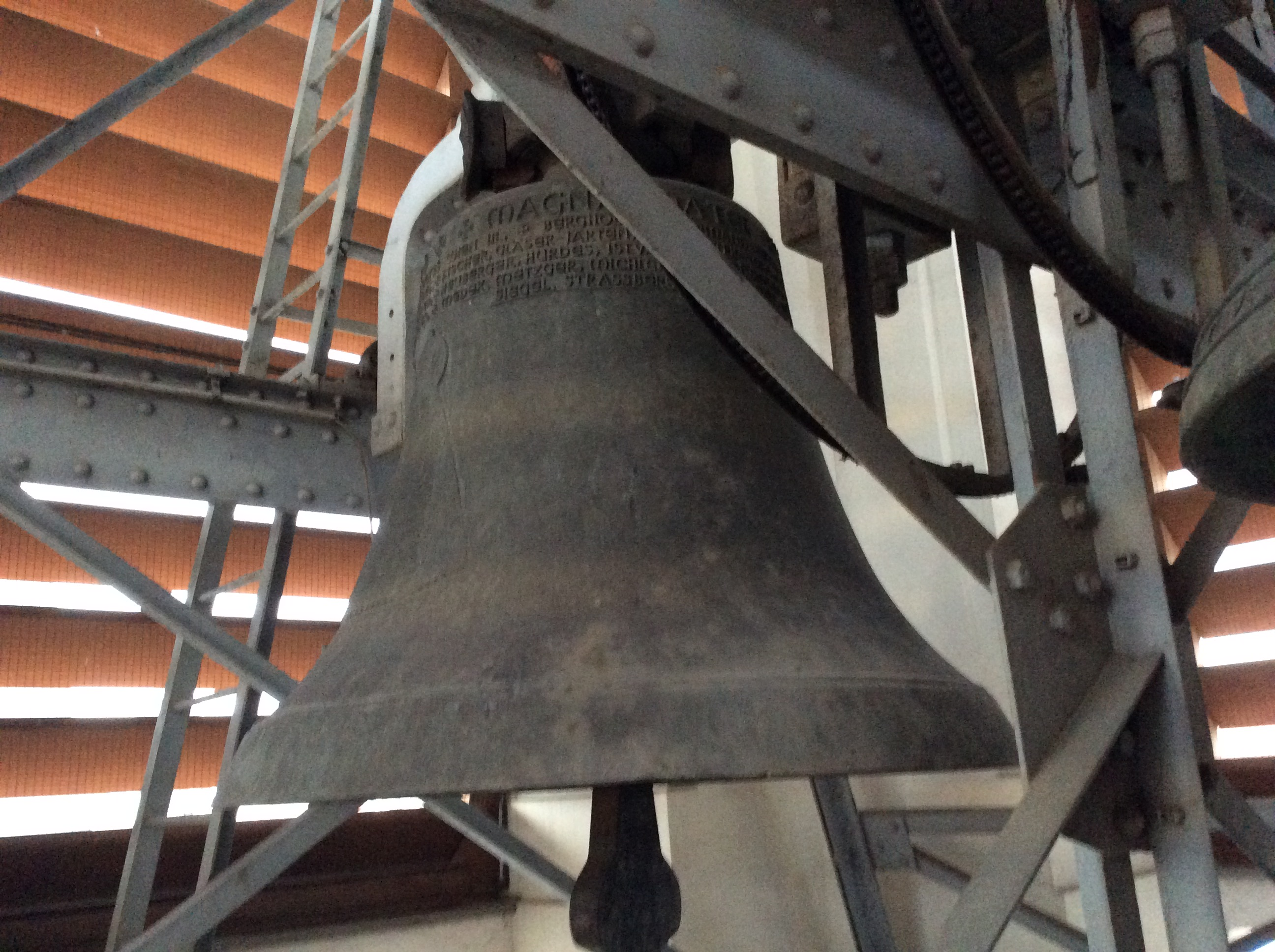
2. Glocke
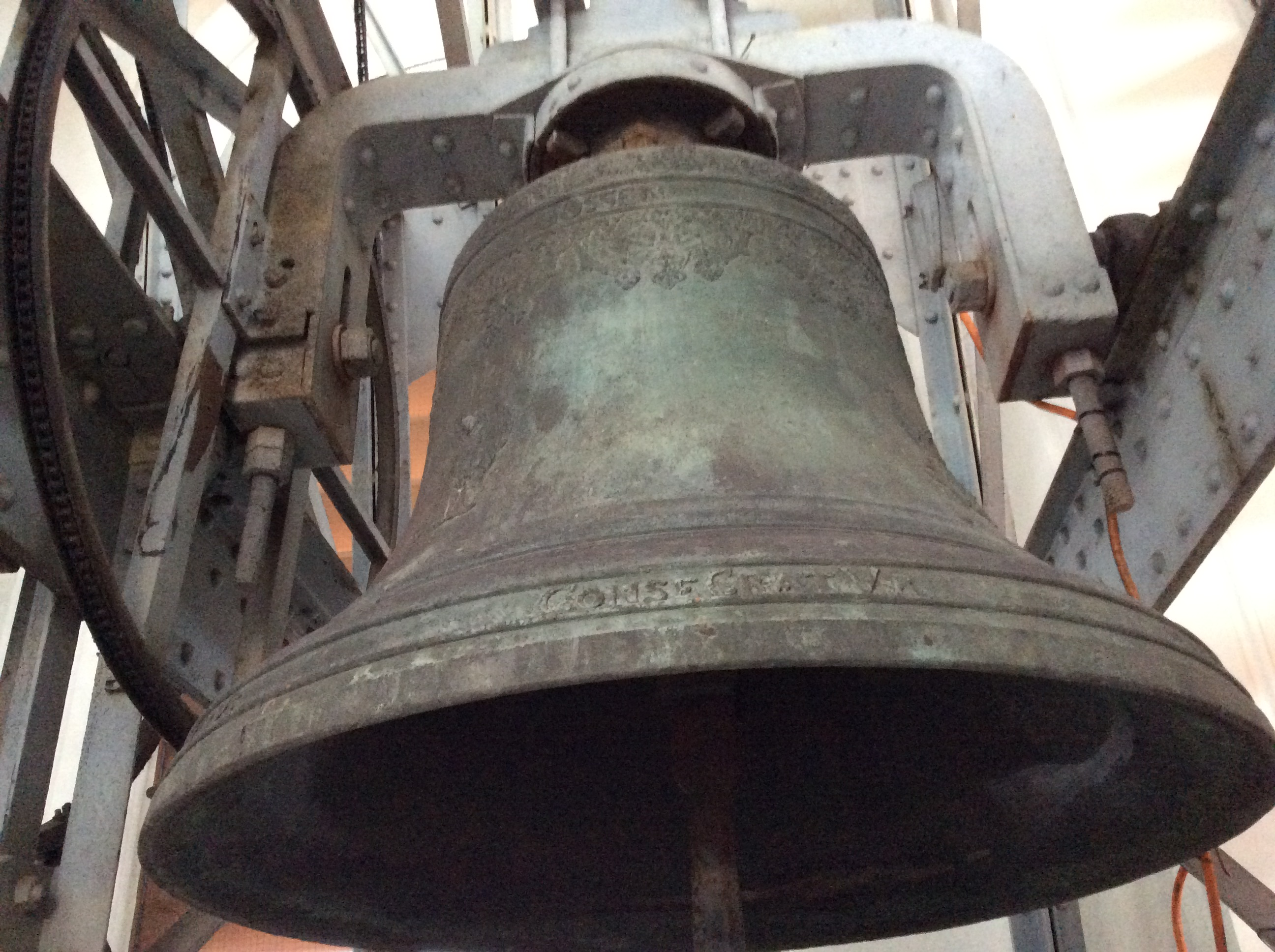
3. Glocke
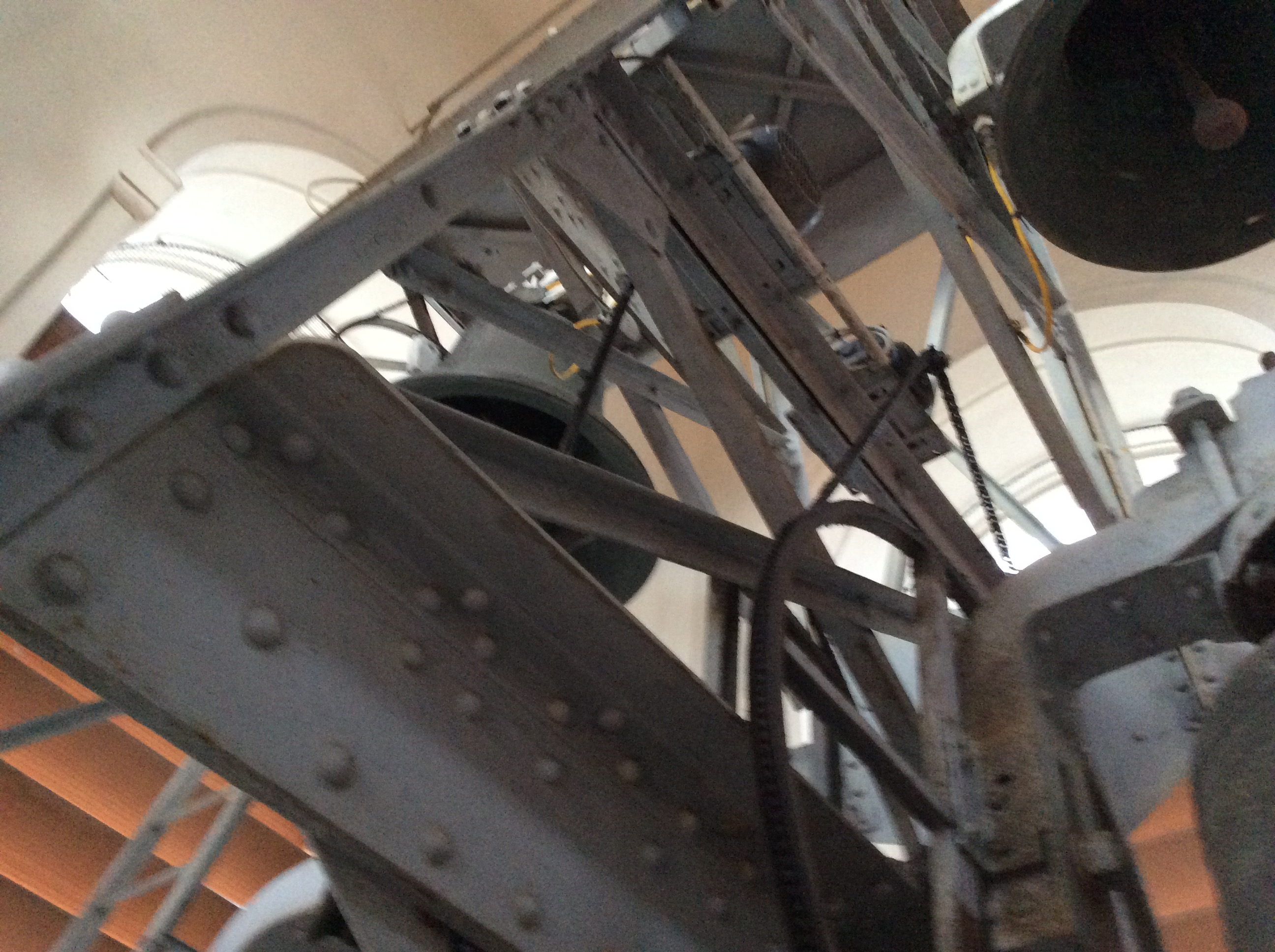
4. Glocke
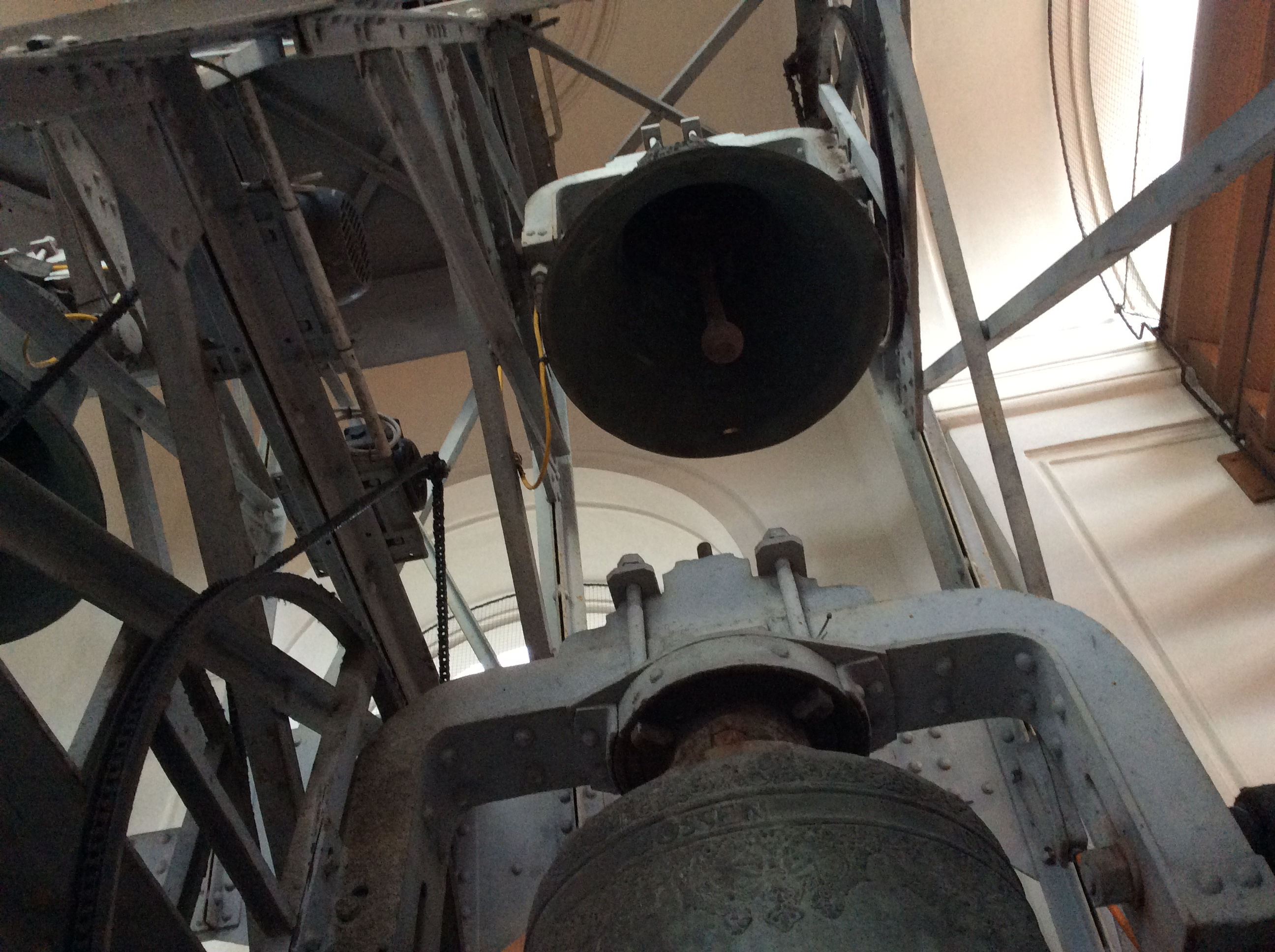
5. Glocke

## Orgel

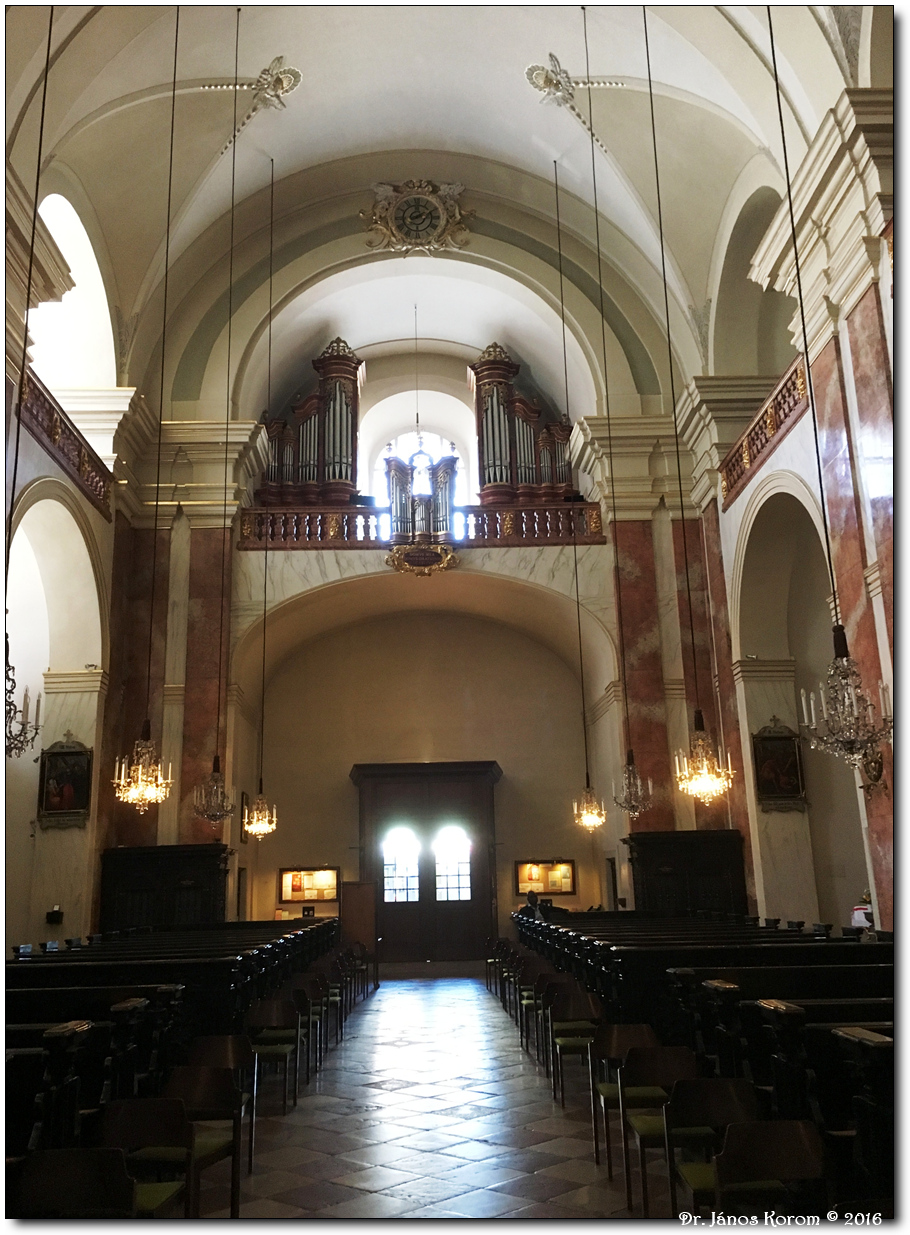
Orgel

In das Orgelgehäuse von Johann Bohack aus dem Jahre 1799 wurde im Jahre 1991 vom Orgelbau Gebrüder Mayer ein neues Orgelwerk eingebaut. Das Schleifladen-Instrument hat 28 Register auf zwei Manualwerken und Pedal. Ein Register im Pedal war vakant und wurde nachträglich eingebaut. Die Spieltrakturen sind mechanisch, die Registertrakturen mechanisch und elektrisch (Doppeltraktur).
| I Hauptwerk C–g3     |       |
| Bourdon              | 16′   |
| Principal (Prospekt) | 8′    |
| Gemshorn             | 8′    |
| Rohrgedeckt          | 8′    |
| Octav                | 4′    |
| Salicet              | 4′    |
| Koppelflöte          | 4′    |
| Sesquialter II       | 2 ⁄3′ |
| Waldflöte            | 2′    |
| Mixtur IV-VI         | 1 ⁄3′ |
| Trompete             | 8′    |
| Tremulant            |       |

| II Brüstungspositiv C–g3 |       |
| Holzgedeckt              | 8′    |
| Principal (Prospekt)     | 4′    |
| Rohrflöte                | 4′    |
| Octave                   | 2′    |
| Quinte                   | 1 ⁄3′ |
| Scharff II               | 1′    |
| Krummhorn                | 8′    |
| Tremulant                |       |

| Pedalwerk C–f1      |       |
| Principalbaß        | 16′   |
| Subbaß              | 16′   |
| Oktavbaß (Prospekt) | 8′    |
| Gedecktbaß          | 8′    |
| Choralbaß           | 4′    |
| Flöte               | 4′    |
| Hintersatz IV       | 2 ⁄3′ |
| Posaune             | 16′   |
| Schalmey            | 4′    |

- Koppeln: II/I, I/P, II/P

Anmerkungen
1. ↑  wurde nachträglich eingebaut